# Klismahn
Klismahn, pseudonimo di Gustavo Klismahn Dimaraes Miranda (Santana do Araguaia, 23 novembre 1999), è un calciatore brasiliano, centrocampista del Vissel Kōbe in prestito dal Santa Clara.

## Carriera
Nato a Santana do Araguaia, è cresciuto nel settore giovanile del Desportivo Brasil. Nel 2018 viene acquistato dall'Estoril Praia, dove in tre anni fa parte della formazione Under-23. Il 20 luglio 2021 viene ingaggiato dall'Alverca, formazione militante nella terza divisione lusitana, nella quale milita per l'intera stagione 2021-2022, nella quale è autore di cinque reti in 25 partite di campionato giocate, più ulteriori due presenze nei play-off e 4 presenze (con una rete segnata) in Coppa del Portogallo.
Il 13 luglio 2022, compie un doppio salto di categoria, quando viene ufficializzato il suo trasferimento da parte della Portimonense, club di prima divisione. Il 27 agosto seguente ha esordito in Primeira Liga, in occasione dell'incontro vinto per 0-1 contro il Marítimo.

## Statistiche

### Presenze e reti nei club
Statistiche aggiornate al 16 gennaio 2023.
| Stagione        | Squadra         | Campionato      | Campionato | Campionato | Coppe nazionali | Coppe nazionali | Coppe nazionali | Coppe continentali | Coppe continentali | Coppe continentali | Altre coppe | Altre coppe | Altre coppe | Totale | Totale |
| Stagione        | Squadra         | Comp            | Pres       | Reti       | Comp            | Pres            | Reti            | Comp               | Pres               | Reti               | Comp        | Pres        | Reti        | Pres   | Reti   |
| --------------- | --------------- | --------------- | ---------- | ---------- | --------------- | --------------- | --------------- | ------------------ | ------------------ | ------------------ | ----------- | ----------- | ----------- | ------ | ------ |
| 2021-2022       | Alverca         | L3              | 25+2       | 5+0        | CP              | 4               | 1               |                    | -                  | -                  |             | -           | -           | 31     | 6      |
| 2022-2023       | Portimonense    | PL              | 7          | 0          | CP+CdL          | 1+3             | 0               |                    | -                  | -                  |             | -           | -           | 11     | 0      |
| Totale carriera | Totale carriera | Totale carriera | 34         | 5          |                 | 8               | 1               |                    | -                  | -                  |             | -           | -           | 42     | 6      |

## Palmarès

### Club

#### Competizioni nazionali
- Liga Portugal 2: 1

Santa Clara: 2023-2024